# Татарів (ґміна)
Ґміна Татарів — колишня сільська гміна (волость) Надвірнянського повіту, який входив до Крайсгауптманшафту Станіслав — складової частини Дистрикту Галичина (1941—1944). Центром гміни було село Татарів.
Ґміну Татарів було утворено під час німецької окупації (існувала з липня 1941 р. до липня 1944 р.) з громад Ворохта, Микуличин, Поляниця, Татарів і Яблуниця. На 01.03.1943 населення ґміни становило 9 274 мешканці..